# Дибкі (гміна Острув-Мазовецька)
Дибкі (пол. Dybki) — село в Польщі, у гміні Острув-Мазовецька Островського повіту Мазовецького воєводства.
Населення — 261 особа (2011).
У 1975-1998 роках село належало до Остроленцького воєводства.

## Демографія
Демографічна структура станом на 31 березня 2011 року:
|          | Загалом | Допрацездатний вік | Працездатний вік | Постпрацездатний вік |
| -------- | ------- | ------------------ | ---------------- | -------------------- |
| Чоловіки | 132     | 32                 | 81               | 19                   |
| Жінки    | 129     | 30                 | 75               | 24                   |
| Разом    | 261     | 62                 | 156              | 43                   |